# Guardian First Book Award
Der Guardian First Book Award war ein britischer Literaturpreis. Er wurde 1965 von der Tageszeitung The Guardian als Guardian Fiction Award für einen Roman aus dem Vereinigten Königreich oder dem Commonwealth ins Leben gerufen. Ab 1999 war es ein Preis für das erste Buch eines Autors und auf keine bestimmte Gattung beschränkt. Er wurde im Jahr 2015 zum letzten Mal verliehen.

## Preisträger

### Guardian Fiction Award
- 1965: Clive Barry, Crumb Borne
- 1966: Archie Hind, The Dear Green Place
- 1967: Eva Figes, Winter Journey
- 1968: P. J. Kavanagh, A Song and a Dance
- 1969: Maurice Leitch, Poor Lazarus
- 1970: Margaret Blount, When Did You Last See your Father?
- 1971: Thomas Kilroy, The Big Chapel
- 1972: John Berger, G
- 1973: Peter Redgrove, In the Country of the Skin
- 1974: Beryl Bainbridge, The Bottle Factory Outing
- 1975: Sylvia Clayton, Friends and Romans
- 1976: Robert Nye, Falstaff
- 1977: Michael Moorcock, The Condition of Muzak
- 1978: Neil Jordan, Night in Tunisia
- 1979: Dambudzo Marechera, The House of Hunger
- 1980: J. L. Carr, A Month in the Country
- 1981: John Banville, Kepler
- 1982: Glyn Hughes, Where I Used to Play on the Green
- 1983: Graham Swift, Waterland
- 1984: James Graham Ballard, Empire of the Sun
- 1985: Peter Ackroyd, Hawksmoor
- 1986: Jim Crace, Continent
- 1987: Peter Benson, The Levels
- 1988: Lucy Ellmann, Sweet Desserts
- 1989: Carol Lake, Rosehill: Portrait from a Midlands City
- 1990: Pauline Melville, Shape-Shifter
- 1991: Alan Judd, The Devil’s Own Work
- 1992: Alasdair Gray, Poor Things
- 1993: Pat Barker, The Eye in the Door
- 1994: Candia McWilliam, Debatable Land
- 1995: James Buchan, Heart’s Journey in Winter
- 1996: Seamus Deane, Reading in the Dark
- 1997: Anne Michaels, Fugitive Pieces
- 1998: Jackie Kay, Trumpet

### Guardian First Book Award
- 1999: Philip Gourevitch, We Wish to Inform You That Tomorrow We Will Be Killed With Our Families
- 2000: Zadie Smith, White Teeth
- 2001: Chris Ware, Jimmy Corrigan, the Smartest Kid on Earth
- 2002: Jonathan Safran Foer, Everything Is Illuminated
- 2003: Robert Macfarlane, Mountains of the Mind
- 2004: Armand Marie Leroi, Mutants: On the Form, Varieties and Errors of Human Body
- 2005: Alexander Masters, Stuart: A Life Backwards
- 2006: Yiyun Li, A Thousand Years of Good Prayers
- 2007: Dinaw Mengestu, Children of the Revolution
- 2008: Alex Ross, The Rest Is Noise: Listening to the 20th Century
- 2009: Petina Gappah, An Elegy for Easterly
- 2010: Alexandra Harris, Romantic Moderns
- 2011: Siddhartha Mukherjee, The Emperor of All Maladies
- 2012: Kevin Powers, The Yellow Birds
- 2013: Donal Ryan, The Spinning Heart
- 2014: Colin Barrett, Young Skins
- 2015: Andrew McMillan, Physical